# محمدجواد نظری‌مهر
محمدجواد نظری مهر (زادهٔ ۱۳۴۵ در بندرگز) نمایندهٔ حوزهٔ انتخابیهٔ کردکوی، بندر ترکمن، گمیشان و بندر گز در دورهٔ هشتم و دورهٔ نهم مجلس شورای اسلامی است. وی عضو کمیسیون بهداشت و درمان و فراکسیون ورزش مجلس نیز بوده‌است.

## طرح ۳ فوریتی «توقف مذاکرات هسته‌ای تا قطع تهدیدات آمریکا»
آقای نظری مهر جزو نمیاندگانی از مجلس شورای اسلامی بودند که در تاریخ ۲۲ اردیبهشت سال ۱۳۹۴ طرح ۳ فوریتی «توقف مذاکرات هسته‌ای تا قطع تهدیدات آمریکا» را امضا کردند. در این طرح که به امضای ۸۰ نفر از نمایندگان مجلس رسید، مذاکرات هسته‌ای ایران باید متوقف می‌شد.